# Missy (film)
Pour les articles homonymes, voir Missy.
Pour plus de détails, voir Fiche technique et Distribution.
Missy est un film muet américain réalisé par Lynn Reynolds, sorti en 1916.

## Fiche technique
- Titre : Missy
- Réalisation : Lynn Reynolds
- Scénario : Lynn Reynolds, d'après une histoire de Harvey Gates
- Producteur :
- Société de production :  Universal Film Manufacturing Company
- Société de distribution :  Universal Film Manufacturing Company
- Pays d'origine :  États-Unis
- Langue : film muet avec les intertitres en anglais
- Métrage : 600 m (2 bobines)
- Format : Noir et blanc — 35 mm — 1,33:1 — Muet
- Genre : Film dramatique
- Durée : 20 minutes
- Dates de sortie : 
  -  États-Unis : 6 janvier 1916

## Distribution
- Myrtle Gonzalez : Missy
- Alfred Allen : Dave Briscoe
- Josie Sedgwick : Jenny
- Frank Newburg : Walter Hart
- Val Paul (en) : Blonde McDonald
- William Brunton : Joseph Boggs